# Sugar, Sugar
«Sugar, Sugar» es una canción del género bubblegum pop escrita por Jeff Barry y Andy Kim. Fue interpretada en 1969 por la banda de dibujos animados The Archies. En el otoño de 1969, el sencillo encabezó tanto el Hot 100 de Billboard (durante cuatro semanas) como el UK Singles Chart (durante ocho semanas), ocupando el puesto número uno del año tanto en Estados Unidos como en Gran Bretaña. "Sugar, Sugar" es el sencillo pop bubblegum más exitoso de todos los tiempo y es ampliamente considerado como la apoteosis del género musical bubblegum de finales de los 60s y principios de los 70s. A mediados de 1970, el cantante de R&B/soul Wilson Pickett alcanzó el éxito tanto en las listas de pop como en las de soul de Estados Unidos con una versión.

## Producción
Producida por Jeff Barry, la canción fue lanzada originariamente en el álbum de The Archies Everything's Archie. El álbum era el producto de un grupo de músicos de estudio dirigido por Don Kirshner. Las voces fueron interpretadas por Ron Dante, Toni Wine y Andy Kim.

## Lanzamiento
Cuando el sencillo fue lanzado inicialmente, Kirshner entregó la canción a los ejecutivos de las emisoras de radio sin decirles el nombre del grupo, debido a la decepcionante evolución del anterior sencillo Bang-Shang-a-Lang, que solo llegó al número 22 del Billboard Hot 100. Solo cuando la mayoría de los Djs dijeron que era una buena canción, les informó que había sido grabada por un grupo de dibujos animados. La canción terminó como uno de los mayores y más inesperados número uno del año, tanto en Estados Unidos como en el Reino Unido, gracias a la asociación del sencillo con el éxito en la cadena de televisión CBS de la serie de dibujos animados El Show de Archie y sus amigos.

## Listas de éxitos
Alcanzó la cima del RMP 100 de Canadá el 13 de septiembre de 1969, donde se mantuvo durante tres semanas. Fue número uno del Billboard Hot 100 el 13 de septiembre del mismo año manteniéndose durante cuatro semanas y estuvo 8 semanas en la cima de las listas de sencillos del Reino Unido. Ocupa el número 63 en la lista de las mejores canciones de todos los tiempos de The Billboard Hot 100 All-Time Top Songs.

## Versiones y apariciones
La canción fue también interpretada en español en 1969 por Los Mismos.
La baladista mexicana Lourdes Baledón, realizó una versión del tema, acompañada de la banda Los Zignos.
Sugar, Sugar fue grabada por el grupo holandés Stars on 45 como parte de su medley Stars on 45, que alcanzó el número 1 en las listas de EE. UU. en junio de 1981. 
El quinteto mexicano Magneto también fue editado una versión en español de la canción "Sugar Sugar" del disco Más de 1993
Mary Lou Lord junto a Semisonic realizó un cover de la canción para el álbum Saturday Morning Greatest Hits, lanzado en 1995. 
La canción aparece en la banda sonora de la película Now and Then y se utiliza como tema de apertura en la serie de televisión estadounidense Cake Boss.
El expresidente George W. Bush ha reconocido que "Sugar, Sugar" es una de sus canciones favoritas. La canción se reproduce en la boda de su hija Jenna Bush en mayo de 2008.
La canción también aparece en la serie animada Los Simpson y forma parte también de la película de animación del 2007 Bee Movie.